# Марелье, Луи Адриен
Луи Адриен Марелье (швед. Louis Masreliez; 1748 — 19 марта 1810) — шведский художник и дизайнер интерьера.

## Биография
Родился в Париже, но с 1753 года проживал в Швеции. Начал учиться живописи с 10 лет. В 1769 году получил стипендию на обучение, которую потратил на поездку для учёбы в Париж и Болонью. В 1773 году вернулся из Болоньи в Париж, где прожил следующие девять лет. В 1782 году Марелье возвратился в Швецию.
Был принят в Королевскую академию изящных искусств Швеции, где стал преподавателем истории искусств. В 1802 году он занял пост ректора Академии и в 1805 — директора.
Работы Марелье представлены в Национальном музее Швеции, Музее искусств Гётеборга, Королевском дворце в Стокгольме.

## Хагапаркен

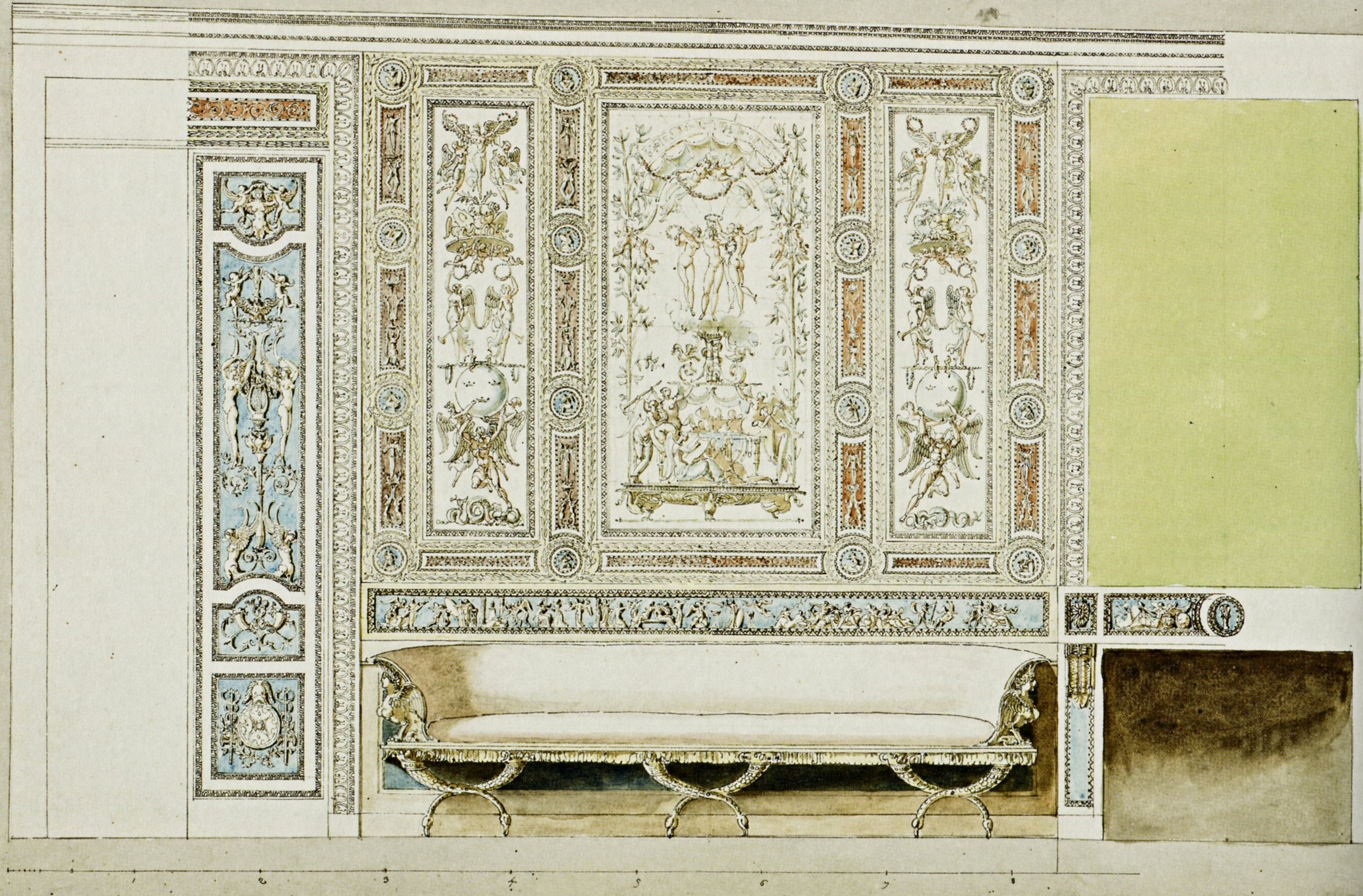
Павильон Густава III с интерьером Марелье, 1790 года

Павильон Густава III в коммуне Сольна Стокгольма, являющийся густавианским шедевром Улофа Темпельмана с интерьером, оформленным Луи Марелье — самая замечательная архитектурная достопримечательность парка.